# Slaterocoris fuscomarginalis
Slaterocoris fuscomarginalis är en insektsart som beskrevs av Knight 1970. Slaterocoris fuscomarginalis ingår i släktet Slaterocoris och familjen ängsskinnbaggar. Inga underarter finns listade i Catalogue of Life.